# Фортеця Спіналонга
Фортеця Спіналонга — венеційська фортеця побудована 1586 року на острові Спіналонга, розташованому поруч з містом Елунда на острові Крит. 

## Історія
За свідченнями венеційського картографа Вінченцо Коронеллі в 1526 році венеційці перерили частину перешийка відділивши півострів від материка та утворивши острів, на якому згодом з 1579 по 1586 роки для захисту важливого портового міста Олус постали укріплення збудовані за проєктом інженера Дженезе Брессані. Проєкт передбачав кільце стін по периметру острова для уникнення морського десанту та два бастіони в найвищих частинах південної та північної сторони острова.
Під час Кандійської війни (1645–1669) фортецю використовували грецькі повстанці для планування та логістичного забезпечення операцій проти османів. Фортеця залишалась під венеційським правлінням до 1715 року найдовше з фортець Криту поруч з фортецями Суда та Грамвуса, які ще належали венеційцям після захоплення османами острова Крит. Фортеця була захоплена османськими військами під час Сьомої османсько-венеційської війни (1714–1718 років).
Під час завершення турецького правління в фортеці, як і в Фортеці Ієрапетри, проживали османські родини, які остерігались помсти грецького населення. В 1881 році на острові налічувалось 1112 турків, які створили власну громаду, проте згодом до 1903 року повністю покинули острів. 
З 1904 по 1957 роки фортеця була місцем життя прокажених Криту (перші 251 переселенців прибули 14 грудня 1904 року) і з усієї Греції (після 1913 року), а останній житель, який був священником церкви Святого Пантелеймона, покинув його в 1962 році. Їжу та припаси до острова доставляли суднами, при цьому забезпечення хворих часто здійснювалось силами їхніх родичів. Також контрабандою хворим доставлялись тютюн і алкоголь. Від 1930-х років на острові почалося електропостачання завдяки електрогенератору (замінений на новіший в 1950-х роках). Окрім того, в фортечних стінах з'явилась лікарня (в якій в 1950-х роках з’явився мікробіолог, невролог, патологоанатом і стоматолог), бібліотека та пару каплиць, громадська пральня, бари, магазини, театр, кінотеатр (засновані хворим Епамеінондасом Ремундакісом), працювали перукарі та шевці, видавався сатиричний журнал, а також покращилось постачання продуктами з навколишніх поселень таких як Врухас, Селеш, Шиніас та Елунда. Епамеінондас Ремундакіс також встановив гучномовці, які грали класичну музику. 
Під час Другої світової війни німецькі війська не захоплювали фортецю, оскільки боялись поширити хворобу, та забезпечили дальше постачання продовольства на острів.
В фортеці здійснюються археологічні дослідження та реставраційні роботи.

## Архітектура
Укріплення фортеці бастіонного типу були побудовані на основі давніших укріплень акрополя, датованих елліністичним періодом з використанням каміння стародавнього Олуса. 
Під час життя османів на острові в кінці XIX ст. їхні будинки (близько 200) розташовувалися на західній та південній сторонах фортеці ступінчасто на схилах. Також у цей час налічувалось 25 магазинів чи майстерень побудованих, як і будинки, на принципах місцевої та балканської архітектурної традиції. Наразі будівлі збереглися в хорошому стані завдяки якісним матеріалам. Вулиці та доріжки між будівлями викладені галькою, а стіни жилих будівель побілені. 
Бастіон Святого Михаїла має асиметричне компонування, що забезпечує його ідеальне пристосування до природного рельєфу та оборонних вимог фортеці. На озброєнні фортеці в 1630 році було 35 гармат.